# Adèle Hugo
Adèle Hugo, née à Paris le 24 août 1830, et morte à Suresnes le 21 avril 1915, est une compositrice française. Elle est le cinquième enfant, et la seconde fille, d'Adèle Foucher et de Victor Hugo. Elle est la seule à avoir survécu à son illustre père, mais son état mental, très tôt défaillant, lui vaut, à partir de 1872, de longues années en maison de santé.

## Biographie

### Origines
Adèle Hugo naît un mois après les Trois Glorieuses qui voient la chute du roi Charles X et l’avènement de Louis-Philippe. Elle est très vite surnommée « Dédé ».
Adèle naît l’année où sa mère entame une relation avec Sainte-Beuve – qui est son parrain. Certains, comme Raymond Escholier, croient lire les doutes de Hugo sur sa paternité dans les vers suivants :
(en présence du berceau)

« Ma femme, votre mère, ô pauvre être innocent,

Me trompait, je le sais, je pardonne, et j’espère ;

J’ignore, ange endormi, si je suis votre père […] »
D'autres ne voient là qu'une pure hypothèse,.
Adèle est une jolie jeune fille, sensible et jouissant d'un remarquable talent de pianiste et de compositrice,. 
En 1843, âgée de 13 ans, elle subit de plein fouet le choc terrible causé par la noyade accidentelle de quatre membres de sa famille, dont sa sœur adorée Léopoldine, lors d'un déplacement en canot sur la Seine à Villequier. La tragédie a lieu en l'absence de Victor Hugo, en voyage en Espagne, qui apprendra la tragique nouvelle en lisant un journal local à Rochefort-sur-Mer.

### Exil avec son père puis séjour au Canada
En 1852, elle suit son père en exil à Jersey, puis Guernesey, et tient le journal de bord familial. Elle contribue, comme sa mère, à la promotion de son père. Supportant mal la vie en exil et hantée par la mort de sa sœur, Adèle est victime de dépression. Manifestant les premiers signes de graves troubles psychiques (psychosomatisation, crises de nerfs, délires, fortes fièvres, gastro-entérites répétées), elle est rapatriée en France en 1858 afin d'y recevoir des soins.
À Jersey, elle rencontre dès 1854 le lieutenant britannique Albert Pinson, qui fréquente sa famille en participant à des tables tournantes. Elle en tombe éperdument amoureuse, mais cet amour n'est pas réciproque. 
Adèle, se considérant comme sa fiancée, rejette les demandes en mariage de ses autres prétendants. Faisant croire à sa famille qu'elle se rend à Malte, elle traverse l'Atlantique, espérant retrouver l'officier à Halifax, au Canada, où il est affecté depuis 1861, après avoir précédemment stationné dans le Bedfordshire. Son comportement devient obsessionnel. Elle harcèle le lieutenant, qui la repousse mais lui soutire régulièrement de l'argent. Adèle se rend souvent à sa caserne. Elle use de maints stratagèmes pour le convaincre de l'épouser, allant jusqu'à consulter un hypnotiseur pour le plonger dans un état second et le contraindre au mariage. 
Très longtemps, elle déclare à ses parents l’imminence de la noce par courrier. Sa famille la supplie de rentrer du fait de l'état de santé précaire de sa mère, mais elle décide de rester à Halifax. En septembre 1863, elle écrit à ses parents avoir enfin épousé le lieutenant Pinson et son père annonce la nouvelle dans La Gazette de Guernesey. Quelques semaines plus tard, contrainte de révéler la supercherie, elle sombre définitivement dans la folie. Elle reste au Canada et Victor Hugo subviendra toujours à ses besoins. Sa mère, Adèle Foucher, meurt d'une congestion cérébrale en 1868.

### Internement et fin de vie

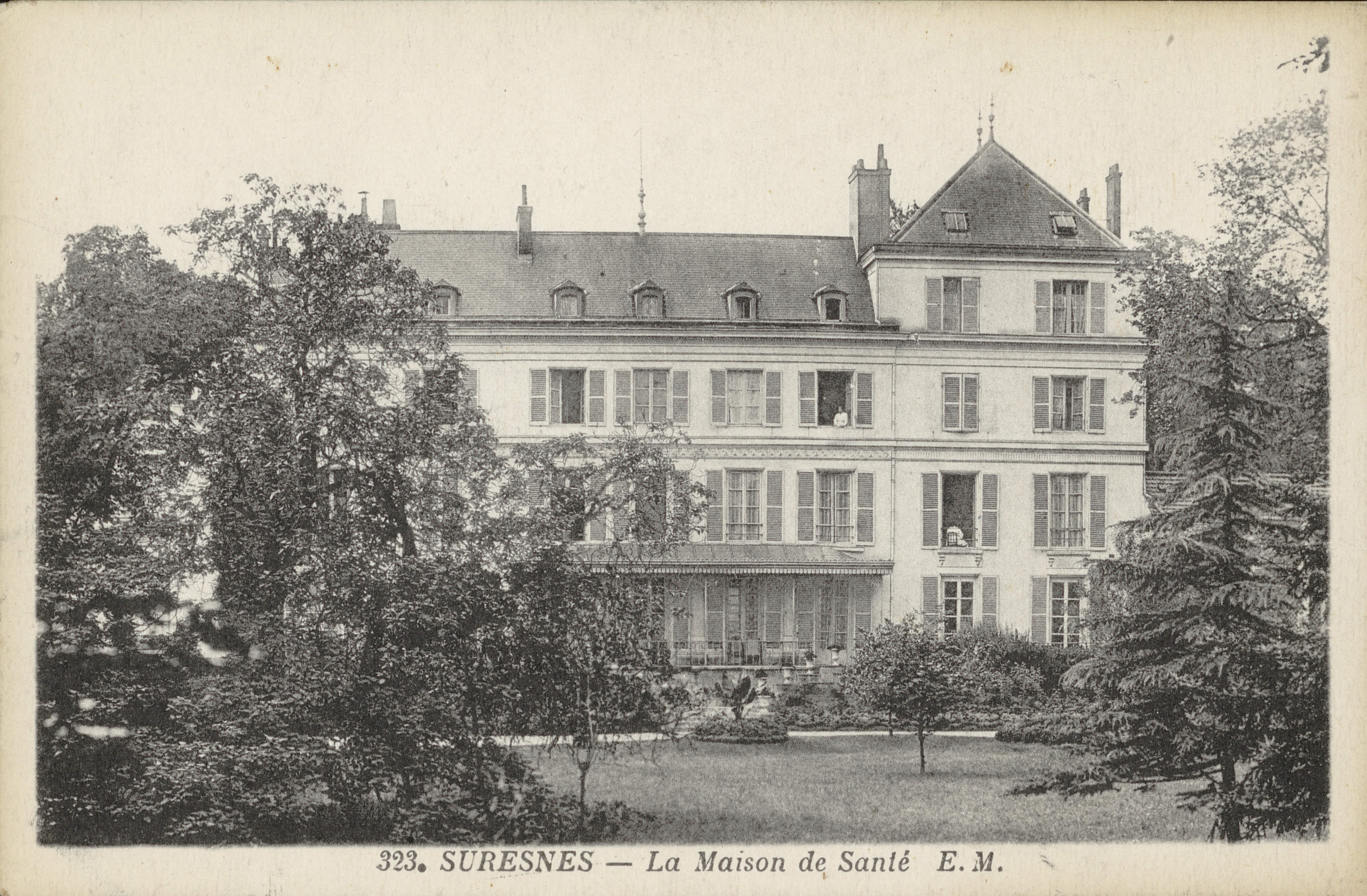
La fondation Magnan à Suresnes.

Lors d'un séjour à la Barbade, où elle a suivi le lieutenant, Adèle se fait appeler « Madame Pinson ». Elle est prise en charge par Céline Alvarez Baa, une bienfaitrice. Albert Pinson, qui ne lui prête plus aucune attention, quitte les Caraïbes en 1869. 
Madame Baa raccompagne Adèle en France en 1872 Victor Hugo la place chez le docteur Allix, ami de la famille, avant de la faire interner dans la maison de santé de Mme Rivet (fille d'Alexandre Brière de Boismont) à Saint-Mandé. Elle est notamment soignée par le docteur Auguste Axenfeld. 
Adèle reprend l'écriture de son journal en langage codé et la pratique du piano. Après la mort de son père, en 1885, elle est internée à l'hôpital de la fondation créée par Valentin Magnan à Suresnes, dans un ancien château, détruit depuis,,,. 
Elle y termine sa vie pendant la Première Guerre mondiale. L'annonce de sa disparition est éclipsée par le conflit qui ravage l'Europe. Elle repose au cimetière de Villequier, aux côtés de sa mère et de sa sœur Léopoldine.

## Pathologie
Adèle Hugo a été sujette à l'érotomanie. Les symptômes de la maladie mentale dont elle souffrait (hallucinations, mythomanie, tendance bipolaire, trouble de la personnalité accompagné d'une perte du rapport au réel) ont également été apparentés à la schizophrénie.
Elle n'est pas le seul membre de la famille Hugo à avoir souffert de démence. Son oncle paternel, Eugène Hugo (1800-1837), malgré des débuts littéraires très prometteurs, a lui aussi sombré dans la folie[réf. souhaitée] .

## Reconnaissances
En 2004, Odile Blanchette alors conservatrice de Hauteville House, à Guernesey, a présenté au compositeur Richard Dubugnon des partitions manuscrites inédites d'Adèle Hugo, écrites lors de son séjour sur l'île avec son père. Persuadé de la qualité de cette musique, Dubugnon demande au directeur des Maisons Victor Hugo Gérard Audinet qu'il lui envoie des copies de ces mélodies. Après plusieurs années d'inventaire, mise au propre, et reconstruction pour certaines, ces partitions sont arrangées et orchestrées par ses soins pour être données en création mondiale par différents chanteurs et l'Orchestre Victor-Hugo Franche-Comté, d'abord en mars 2023 à Besançon, puis en août 2023 à la Côte-Saint-André lors du festival de musique classique Berlioz.

## Publication
- Le Journal d’Adèle Hugo, édité par Frances Vernor Guille, volumes 1 à 4, Paris, Minard, 1968 à 2002

### Au théâtre
- Adèle Hugo ou J'ai marché sur la mer, pièce de théâtre d'Élisabeth Gentet-Ravasco, 1987

### Au cinéma
- En 1975, François Truffaut a tiré des deux premiers tomes parus de son journal un film, L'Histoire d'Adèle H., avec Isabelle Adjani dans le rôle-titre.